# مانغا (فرقة موسيقية)
مانغا (بالإنجليزية: Manga )‏ هي فرقة روك تركية تأسست في 2001.

## وصلات خارجية
- مانغا (فرقة موسيقية) على موقع IMDb (الإنجليزية)
- مانغا (فرقة موسيقية) على موقع ميوزك برينز (الإنجليزية)
- مانغا (فرقة موسيقية) على موقع أول ميوزيك (الإنجليزية)
- مانغا (فرقة موسيقية) على موقع ديسكوغز (الإنجليزية)